# Diafragmacompressor

Principe van een diafragmacompressor

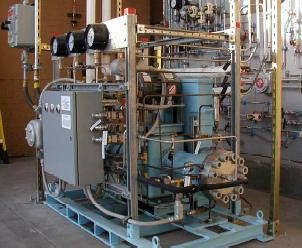
Een drietraps diafragmacompressor

Een diafragmacompressor of membraancompressor is een variant van de klassieke zuigercompressor met zijn draag- en zuigerringen en zijn stangpakking. In plaats van deze zuiger gebeurt de compressie van het gas door het heen en weer bewegen van een soepel membraan, aangedreven door een kruk drijfstang mechanisme. Alleen het membraan en het huis komen in contact met het verpompte gas, zodat deze constructie uitermate geschikt is voor het verpompen van toxische en explosieve gassen. Het membraan moet uiteraard bestendig zijn tegen het verpompte gas, zowel wat betreft scheikundige samenstelling als temperatuur. Een andere toepassing is voor de productie van olievrije perslucht.
De gebruikte techniek komt overeen met die van de membraanpomp.